# Cratere Romanskaya
Romanskaya è un cratere sulla superficie di Venere. È dedicato all'astronoma sovietica di nazionalità russa Sof'ja Vasil'evna Vorošilova-Romanskaja (in russo Софья Васильевна Ворошилова-Романская?).